# Identikit (Verdena)
Identikit è il secondo singolo del gruppo rock italiano Verdena, quinta traccia di Endkadenz Vol. 2. La traccia dura 3 minuti e 54 secondi.

## Formazione
- Alberto Ferrari: chitarre, voci
- Luca Ferrari: percussioni, synth
- Roberta Sammarelli: basso
- Marco Fasolo: vibrafono, glockenspiel
- Liviano: hammond
- Federico: clavicembalo